# Svein-Erik Edvartsen
Svein-Erik Edvartsen (Hamar, 21 maggio 1979) è un arbitro di calcio e arbitro di hockey su ghiaccio norvegese.

## Carriera
Di origine pakistana, debuttò come arbitro di 1. divisjon l'11 agosto 2002, in occasione di una sfida tra Skeid e Tromsdalen. L'esordio nella Tippeligaen fu invece datato 2006. Rappresenta la sezione di Hamar Idrettslag nel calcio, mentre quella di Storhamar Dragons nell'hockey su ghiaccio. Il 28 luglio 2008 punì con un cartellino rosso il calciatore del Vålerenga Bojan Zajić per una presunta gomitata, nel corso della partita contro il Tromsø. Questo nonostante uscisse sangue dalla testa del calciatore serbo. Rivedendo le immagini, ammise però di aver sbagliato ad espellerlo. La federazione norvegese, riunitasi tre giorni dopo l'accaduto, decise così di non squalificare il calciatore. Arbitrò la finale di Coppa di Norvegia 2011.
Terminata la carriera arbitrale, nel maggio del 2023 viene nominato dalla Federazione norvegese di sollevamento pesi direttore organizzativo dei campionati mondiali del 2025, che si svolgeranno a Førde.